# Torneo Copa de Campeones 1997
El Torneo Copa de Campeones 1997 fue la primera edición del Torneo Copa de Campeones. Se disputó en la ciudad de Mar del Plata, Argentina, del 31 de enero  al 2 de febrero de 1997 en el Polideportivo Islas Malvinas. 
Se coronó como campeón el club Olimpia de Venado Tuerto.

## Desarrollo del torneo
La primera edición se realizó en el Polideportivo Islas Malvinas de la ciudad de Mar del Plata entre el 31 y 2 de febrero de 1997, participando el último campeón de la Liga Nacional de Básquet, Olimpia de Venado Tuerto, los bicampeones Atenas de Córdoba y Ferro Carril Oeste, los campeones Independiente de General Pico y Deportivo San Andrés y el equipo local Peñarol de Mar del Plata.
|  | Primera Jornada      | Primera Jornada      | Primera Jornada |         |    | Semifinales | Semifinales  | Semifinales  |              |         | Final   | Final   | Final |  |
|  |                      |                      |                 |         |    |             |              |              |              |         |         |         |       |  |
|  |                      |                      |                 |         |    |             |              |              |              |         |         |         |       |  |
|  |                      |                      |                 |         |    |             |              |              |              |         |         |         |       |  |
|  |                      |                      |                 |         |    |             |              |              |              |         |         |         |       |  |
|  |                      |                      |                 |         |    |             |              |              |              |         |         |         |       |  |
|  |                      | Atenas               | Atenas          | 79      |    |             |              |              |              |         |         |         |       |  |
|  |                      |                      |                 | 79      |    |             |              |              |              |         |         |         |       |  |
|  |                      |                      | Olimpia         | Olimpia | 86 |             |              |              |              |         |         |         |       |  |
|  | Olimpia              | Olimpia              | Olimpia         | Olimpia | 86 | 95          |              |              |              |         |         |         |       |  |
|  | Olimpia              | Olimpia              |                 |         |    |             |              |              |              |         |         |         |       |  |
|  | Independiente GP     | Independiente GP     | 93              |         |    |             |              |              |              |         |         |         |       |  |
|  | Independiente GP     | Independiente GP     | 93              |         |    |             |              |              |              | Olimpia | Olimpia | 76      |       |  |
|  |                      |                      |                 |         |    |             |              |              |              | Olimpia | Olimpia | 76      |       |  |
|  |                      |                      | Ferro           | Ferro   | 69 |             |              |              |              |         |         |         |       |  |
|  |                      |                      | Ferro           | Ferro   | 69 |             |              |              |              |         |         |         |       |  |
|  |                      |                      |                 |         |    |             |              |              |              |         |         |         |       |  |
|  |                      |                      |                 |         |    |             |              |              |              |         |         |         |       |  |
|  |                      | Ferro                | Ferro           | 91      |    |             | Tercer lugar | Tercer lugar | Tercer lugar |         |         |         |       |  |
|  |                      |                      |                 | 91      |    |             | Tercer lugar | Tercer lugar | Tercer lugar |         |         |         |       |  |
|  |                      |                      | Peñarol         | Peñarol | 87 |             |              |              |              |         |         |         |       |  |
|  | Peñarol              | Peñarol              | Peñarol         | Peñarol | 87 | 83          |              |              | Atenas       | Atenas  | 89      |         |       |  |
|  | Peñarol              | Peñarol              |                 |         |    |             |              |              | Atenas       | Atenas  | 89      |         |       |  |
|  | Deportivo San Andrés | Deportivo San Andrés | 66              |         |    |             |              |              |              |         | Peñarol | Peñarol | 71    |  |
|  | Deportivo San Andrés | Deportivo San Andrés | 66              |         |    |             |              |              |              |         | Peñarol | Peñarol | 71    |  |
|  |                      |                      |                 |         |    |             |              |              |              |         |         |         |       |  |

### Tabla de posiciones
| Pos. | Equipo                        | Pts | PJ | PG | PP | PF  | PC  | Dif |
| ---- | ----------------------------- | --- | -- | -- | -- | --- | --- | --- |
| 1.   | Olimpia de Venado Tuerto      | 6   | 3  | 3  | 0  | 257 | 241 | +16 |
| 2.   | Club Ferro Carril Oeste       | 3   | 2  | 1  | 1  | 160 | 163 | -3  |
| 3.   | Atenas de Córdoba             | 3   | 2  | 1  | 1  | 168 | 157 | +11 |
| 4.   | Peñarol de Mar del Plata      | 2   | 2  | 0  | 2  | 158 | 180 | -22 |
| 5.   | Independiente de General Pico | 1   | 1  | 0  | 1  | 93  | 95  | -2  |
| 6.   | Deportivo San Andrés          | 1   | 1  | 0  | 1  | 66  | 83  | -17 |

| Campeón Olimpia de Venado Tuerto Primer título |